# Coupe Spengler 2003
Navigation
Édition précédente Édition suivante
La Coupe Spengler 2003 est la 77e édition de la Coupe Spengler. Elle se déroule en décembre 2003 à Davos, en Suisse.

## Règlement du tournoi
Les équipes sont regroupés au sein d'un seul groupe. Les équipes jouent un match contre chacune des autres équipes. Les deux premiers de la poule jouent une finale pour le titre.
Lors de la phase de poule une victoire rapporte 2 points, une défaite après prolongation 1 point et une défaite dans le temps réglementaire 0 point.

## Résultats des matchs et classement
| Clt   | Équipe              | PJ | V | VF | D | DP | BP | BC | Pts |
| ----- | ------------------- | -- | - | -- | - | -- | -- | -- | --- |
| +001, | HC Davos            | 4  | 3 | 0  | 1 | 0  | 21 | 12 | 6   |
| +002, | Équipe Canada       | 4  | 3 | 0  | 1 | 0  | 17 | 14 | 6   |
| +003, | Lokomotiv Iaroslavl | 4  | 2 | 0  | 2 | 0  | 13 | 14 | 4   |
| +004, | Jokerit Helsinki    | 4  | 1 | 0  | 3 | 0  | 8  | 13 | 2   |
| +005, | Krefeld Pinguine    | 4  | 1 | 0  | 3 | 0  | 11 | 17 | 2   |

- Qualifié directement pour la finale

## Finale
| 31 décembre | HC Davos | 4-7 (2-3, 1-1, 1-3) | Équipe Canada | Eisstadion Davos |